# باشگاه فوتبال بلومینگ
باشگاه فوتبال بلومینگ، که معمولاً به عنوان بلومینگ شناخته می‌شود، یک باشگاه فوتبال حرفه ای بولیوی از سانتا کروز د لا سیرا است که در حال حاضر باشگاه مهمی در بولیوی است که در لیگ برتر لیگ دسته اول فوتبال بولیوی به رقابت می‌پردازد.
این باشگاه در سال ۱۹۴۶ تأسیس شد و رنگ اصلی این باشگاه آبی آسمانی، سفید و رنگ دریایی است. آنها در استادیوم رامون تاهویچی آگیلرا (۳۸۰۰۰ صندلی) بازی می‌کنند. رقیب اصلی آن باشگاه بولیویایی Oriente Petrolero است که آن هم در سانتا کروز واقع شده‌است که دربی محلی آنها به «کلاسیکو کروسنو» نیز معروف است، به مصاف یکدیگر می‌روند. به دلیل تعصب و اشتیاق هواداران و همچنین شدت خود مسابقه، یکی از مهم‌ترین بازی‌های فوتبال بولیوی به حساب می‌آید.

## افتخارات
- لیگ دسته اول فوتبال بولیوی

قهرمانی (۵): ۱۹۸۴، ۱۹۹۸، ۱۹۹۹، ۲۰۰۵٬۲۰۰۹
نایب قهرمان (۳): ۱۹۸۲، ۱۹۸۳، ۲۰۰۸
- سطح دوم فوتبال بولیوی

فهرمانی (۱): ۱۹۹۶

## عملکرد در رقابتهای کونمبول
- کوپا لیبرتادورس: ۷ دوره حضور

بهترین: نیمه نهایی در سال ۱۹۸۵
۱۹۸۳ - دور اول
۱۹۸۴ - دور اول
۱۹۸۵ - نیمه نهایی
۱۹۹۹ - دور اول
۲۰۰۰ - دور اول
۲۰۰۷ - دور مقدماتی
۲۰۱۰ - دور اول
- کوپا سودامریکانا: ۴ دوره حضور

بهترین: دور دوم در سال ۲۰۱۶
۲۰۰۸ - دور مقدماتی
۲۰۰۹ - دور اول
۲۰۱۲ - دور اول
۲۰۱۳ - دور اول
۲۰۱۶ - دور دوم